# Peringueyella rentzi
Peringueyella rentzi är en insektsart som beskrevs av Johann Heinrich Kaltenbach 1981. Peringueyella rentzi ingår i släktet Peringueyella och familjen vårtbitare. Inga underarter finns listade i Catalogue of Life.